# Трёхгранный Дуб
Трёхгранный Дуб (бел. Трохгранны Дуб, Трыгранны Дуб) — бывшая деревня в Червенском районе Минской области Беларуси. Входила в состав Ляденского сельсовета.

## Географическое положение
Располагалась в километре к востоку от деревни Колеина, в 4 километрах от железнодорожной станции Гродянка на линии Гродянка-Верейцы, в 25 км от Червеня, в 87 км от Минска.

## Происхождение названия
Начиная с языческих времён дубы, в особенности большие и старые, в культуре белорусов имели культовое значение. Трёхгранный — наиболее вероятно, характеристика формы ствола дерева. При этом, по словам местных жителей, наряду с формой такое наименование дуба могло быть связано с его географическим положением. Деревня была окружена лесом, носящим название Завишанская пуща. Свыше половины пущи было владением княжеского рода Радзивиллов, другая часть принадлежала казне. Владения были разделены межевыми и квартальными просеками, одна из которых заканчивалась поляной, где и рос огромный старый дуб, давший название деревне. То есть, дуб располагался как бы на границе трёх владений: с двух сторон от него лежали княжеский и казённый лес, с третьей начинались сельскохозяйственные поля местных крестьян. Впоследствии часть владений Радзивиллов была продана местному небогатому пану. Вероятно, желая показать, что магнаты утратили права на этот лес, новый владелец приказал спилить дуб-гигант. Древесина дуба была использована для строительства церкви в Лядах.

## История
Населённый пункт входил в состав Якшицкой волости Игуменского уезда Минской губернии. В начале XX века околица Дуб Трёхгранный, где было 9 дворов, проживали 60 человек. На 1917 год деревня, в которой насчитывалось 13 домов, 98 жителей (58 мужчин и 40 женщин). В Великую Отечественную войну в районе деревни шли ожесточённые бои. Один из её жителей пропал без вести на фронте. На начало 1980-х деревня входила в состав совхоза «Ляды». В 1988 году населённый пункт Трёхгранный Дуб был снят с учёта в связи с отсутствием постоянного населения.

## Современность
В настоящее время в урочище на месте бывшей деревни расположен червенский асфальтобетонный завод «Вёска Эмульбит», административно относящийся к деревне Колеина.

## Население
- 1897 —
- начало XX века — 9 дворов, 60 жителей
- 1917 — 13 дворов, 98 жителей
- 1926 —
- 1960 —
- 1988 — постоянное население отсутствует